# Sakishima-Inseln
Die Sakishima-Inseln (auch Sakiinseln; japanisch 先島諸島 Sakishima-shotō) liegen zwischen der Insel Okinawa und Taiwan und gehören zu den Ryūkyū-Inseln. Die Zugehörigkeit der Senkaku-Inseln ist zwischen der VR China, Republik China (Taiwan) und Japan umstritten.

## Geografie
Japan sieht die Inseln als Teil der Präfektur Okinawa, deren Südwesten die Sakishima-Inseln bilden.
Die Sakishima-Inseln unterteilen sich in:
- die Miyako-Inseln im Osten,
- die Yaeyama-Inseln im Westen und
- die Senkaku-Inseln im Norden.

Die Miyako- und Yaeyama-Inseln gehören beide geologisch zum Ryūkyū-Inselbogen, während die Senkaku-Inseln nördlich des Okinawa-Grabens auf dem asiatischen Festlandsockel liegen. Daher werden die Senkaku-Inseln teilweise nicht den Sakishima-Inseln zugerechnet.
Insgesamt besteht die Gruppe aus 44 Inseln (wovon neun zu den Senkaku-Inseln gehören) von mindestens einem Hektar Fläche und erstrecken sich über eine Gesamtfläche von 848 km² (einschließlich der 6 km² für die Senkaku-Inseln). Davon sind 20 Inseln bewohnt.
Zum 1. März 2021 lebten 107.855 Einwohner in den fünf Gemeinden der Inselgruppe.